# Geča
Geča est un village de Slovaquie situé dans la région de Košice.

## Histoire
La première mention écrite du village date de 1255.
La localité fut annexée par la Hongrie après le premier arbitrage de Vienne le 2 novembre 1938. En 1938, on comptait 636 habitants dont 26 juifs. Elle faisait partie du district de Košice, en hongrois Kassai járás. Durant la période 1938-1945, le nom hongrois Hernádgecse était d'usage. À la libération, la commune a été réintégrée dans la Tchécoslovaquie reconstituée.

## Démographie

### Évolution de la population
| Année:               | 1994. | 2004.    | 2014.    | 2024.    |
| -------------------- | ----- | -------- | -------- | -------- |
| Nombre de personnes: | 1295  | 1496     | 1660     | 1898     |
| Différence:          |       | +15,52 % | +10,96 % | +14,33 % |

| Année:               | 2023. | 2024.   |
| -------------------- | ----- | ------- |
| Nombre de personnes: | 1904  | 1898    |
| Différence:          |       | -0,31 % |

## Transport
Le village possède une gare sur la ligne de chemin de fer entre Košice et Miskolc.